# 정보 지원 활동대
정보 지원 활동대(Intelligence Support Activity, USAISA), 줄여서 정보 지원 활동(Intelligence Support Activity) 또는 임무 지원 활동(Mission Support Activity), 더 액티비티 (The Activity), 북버지니아군 (Army of Northern Virginia), 또는 군사지원국 (Office of Military Support)으로 불리는 부대는 합동특수작전사령부의 정보 수집 구성 요소 역할을 하는 미국 육군 특수 작전 부대이다.이 부대는 JSOC 내에서 흔히 오렌지 기동부대(Task Force Orange)로 불린다. 원래 미국 육군 정보보안사령부( US Army Intelligence and Security Command, INSCOM)에 예속되어 있었으며, 미군의 가장 잘 알려지지 않은 정보 구성 요소 중 하나이다. JSOC 임무 중 또는 이전에 실행 가능한 정보를 수집하는 임무를 수행한다.
제1 SFOD-D, DEVGRU, 제24특수전술비행대대를 포함한 이 활동과 그 상대는 미군의 주요 1급 특수임무부대로, 국가사령부의 지시에 따라 가장 복잡하고 기밀적이며 위험한 임무를 수행한다.
이 부대는 여러 이름으로 알려져 있으며, USAISA가 1981년부터 1989년까지 공식 명칭이었다.
이전에는 1980년 9월에 창설된 FOG(Field Operations Group)로 알려져 있었다.

## 역사

### 현장 작업 그룹
FOG(Field Operations Group)는 1980년 여름 독수리 발톱 작전이 실패한 후 테헤란 대사관에 억류된 미국 인질을 구출하기 위한 두 번째 시도에 참여하기 위해 만들어졌다. 그 작전은 미국의 정보 수집 부족을 부각시켰다.
야전 작전 그룹은 제리 킹 대령 (Jerry King)의 지휘하에 있었으며, 이란에서 다양한 비밀 정보 수집 임무를 수행했다. FOG에 의해 달성된 작업은 성공적이었지만, 필요한 항공 자산을 사용할 수 없었기 때문에 두 번째 시도(Operation Credible Sport)는 이루어지지 않았다.
크레디트 스포츠 작전이 취소된 후, FOG는 해체되지 않고 확대되었다. 미 행정부는 향후 특수작전이 성공하기 위해서는 지상정보의 우발상황이 개선되어야 한다고 보았다. (CIA가 항상 필요한 모든 정보를 제공하지는 않았다) 그래서 1981년 3월 3일, FOG는 상설 부대로 창설되었고, 미국 육군 정보 지원 활동으로 이름이 바뀌었다. 이 활동은 육군 G2에 종속된 지상 정보 지원 활동(GISA)으로 알려진 이후 활동과 혼동되어서는 안 된다.

### 배지 및 휘장
현재의 배지는 킬트 벨트로 둘러싸인 클레이모어를 움켜쥔 미국 대머리 독수리를 묘사하고 있으며, 라틴어로 번역된 "진리는 모든 유대감을 극복한다"가 새겨져 있다. 원래의 문장에서는, 클레이모어가 쇠사슬에 감겨져 있었고, 실패한 독수리 발톱 작전에서 희생된 사람들을 상기시키기 위해 고리 중 하나가 부러져 있었다. 이 실패의 상징은 나중에 더 이상 적절하지 않다고 여겨졌다.
배지는 제리 킹과 다른 부대 창설 멤버들에 의해 의도적으로 디자인되었다. 클레이모어는 스코틀랜드 고지대에서 유래한 검으로, 배지를 둘러싼 띠는 스코틀랜드 씨족 배지에 보인다. (벨트는 착용자가 씨족의 족장이 아닌 구성원임을 나타낸다 - 족장은 허리띠가 둘러져 있지 않은 배지를 착용한다.).

### 미국 육군 정보 지원 활동

#### 빌드업 (Build-up)
1981년 인텔리전스 지원 활동은 즉시 새로운 사업자를 선정하기 시작했으며, FOG의 50명에서 약 100명으로 늘어났다. ISA의 모든 기록은 특수 접근 프로그램 (처음에는 OPTIMITY TALLENT)으로 분류되었다. ISA는 버지니아 알링턴에 있는 비밀 본부인 700만 달러의 기밀 예산을 받았고, 커버네임인 전술 컨셉 액티비티(Tactical Concept Activity)를 받았다. ISA에는 세 개의 주요 운영 부서(Command, SIGINT 및 Operations)와 몇 년 동안 이름이 바뀐 분석 부서(Directorate of Intelligence, Intelligence and Security)가 포함되었다. 제리 킹 대령은 ISA의 첫 번째 사령관이 되었다.
ISA의 임무는 대테러 작전 및 기타 특수 작전 부대에서 특수 작전 부대(주로 제1 SFOD-D와 DEVGRU)를 지원하는 것이었다. ISA는 실행 가능한 정보 수집, 경로 찾기 및 운영 지원을 제공할 것이다. ISA는 1980년대에 주로 라틴 아메리카와 중동에서 여러 작전을 수행했지만, 동아프리카, 동남아시아, 유럽에서도 여러 작전을 수행했다. ISA의 현재 조직은 기밀로 분류되지만 적어도 3개 분대(작전, SIGINT, 임무 지원/통신)를 포함하고 있다.

#### 첫 번째 임무
ISA는 다양한 임무를 수행했다. 레바논의 지도자 바치르 제마옐 (Bachir Gemayel)을 보호하고, 이라크로부터 소련의 T-72 전차를 구입하려는 시도가 있었다.

#### 도지어 납치, 윈터 하베스트 작전
1981년 12월 17일, 나토군 남유럽 사령부의 미군 고위 장교인 제임스 L. 도지어 (James L. Dozier) 준장이 이탈리아 베로나에 있는 자신의 아파트에서 이탈리아 붉은 여단 테러리스트들에 의해 납치되었다. 도지에르 장군을 수색하기 위해 수천 명의 이탈리아 국가 경찰인 카라비니에리를 포함한 이탈리아와 미군이 대규모로 배치되었다. 이 수색은 또한 스타게이트 프로젝트의 "원격 시청자들"과 당시 미 육군 정보 및 보안 사령부 INSCOM의 사령관인 앨버트 스터블바인 장군이 주로 지휘한 국제적인 심령학 출연자들을 포함하며, 비상식적인 정보 수집 방법의 사용에 대한 큰 신봉자가 되었다.  ISA SIGINT 팀은 윈터 하베스트 작전의 일환으로 이탈리아로 보내졌고, 다른 육군 SIGINT 및 대정보부대와 함께 항공 및 지상 기반 SIGINT 시스템을 사용하여 테러 통신을 감시하고 위치를 파악했다. ISA와 다른 육군 요원들은 유용한 정보를 제공했고, 1982년 1월 중순 이탈리아 경찰이 몇몇 붉은 여단 테러리스트들을 체포하는 데 도움을 주었다. 이탈리아 경찰과 정보기관들은 1982년 1월 말 도지에 장군의 소재를 공식적으로 밝힌 적이 없다. 그러나 작전에 참가한 미군들은 1월 중순 체포, 체포된 사람들에 대한 심문, 그리고 후속 조사가 결국 도지에가 수감되어 있던 붉은 여단의 은신처를 파도바의 한 상점에 위치한 아파트로 이끌었다고 암시했다.  성공적인 결과는 ISA의 SIGINT 전문가들과 다른 지원군 정보요원들의 기여에서 비롯되었다는 것은 거의 의심할 여지가 없다. 1982년 1월 28일, 도지어 장군은 "레더헤드"로 알려진 NOCS 운영자들에 의해 무사히 풀려났다.

#### 퀸즈 헌터 작전 (Operation Queens Hunter)
1982년 초, ISA는 엘살바도르에서의 SIGINT 임무를 지원하기 위해 필요했지만, CIA, NSA, INSCOM은 이 임무를 수행할 수 없었다. 이 임무는 퀸즈 헌터 작전을 시작한 미국 육군 특수작전사단에 제출되었다. 온두라스에 본부를 둔 SEESPRAY(비밀 군용 항공 부대)가 제작한 킹 에어 100 비크래프트 기종을 운용하는 ISISIGINT 전문가들은 살바도르 좌익 게릴라들과 파시스트 전사단들의 통신을 감시하여 살바도르 육군이 게릴라 공격을 방어하는 데 도움을 주었다. 그 성공은 한 달 동안 진행될 계획이었던 그 수술이 3년 이상 지속되었을 정도로 컸다. 더 많은 항공기가 배치되었고, 결국 온두라스 게릴라에 대한 도청과 콘트라스에 대항하는 니카라과 육군 부대도 포함되었다.

#### 전쟁포로/MIA 사건 (The POW/MIA affair)
ISA는 또한 1980년대 동남아시아에서 비밀 포로수용소에 수감된 것으로 알려진 작전 중 실종자들을 찾기 위한 작전을 수행해왔다. 1979년, 미국 정보당국은 항공사진과 위성사진을 이용하여 라오스에 포로수용소를 찾았다고 생각했다.  사진에 찍힌 사람들이 정말로 미군 포로인지 확인하기 위해 지상 정찰이 필요했다. 동시에 전 특수부대 소령인 제임스 G. "보" 그리츠는 다른 S.F. 참전 용사들과 함께 민간 구조 임무를 계획했다. 미 정부 관계자들에게 임무에 대해 알린 그리츠는 처음에는 "임무"를 중단하라는 지시를 받았지만 결국 ISA의 접근을 받았다. 그럼에도 불구하고 그리츠는 진지한 일을 하고 있는 것으로 믿어지지 않았고, 펜타곤 관계자들은 ISA가 그에게 돈과 장비를 제공했다는 것을 발견했을 때 ISA와 그들의 관계를 중단하라고 명령했다.
그랜드 이글 아카 작전 (Operation Grand Eagle), 보히카 (BOHICA)로 불리는 "ISA 비밀 무장 작전"은 베트남 전쟁 후 라오스에 붙잡혀 남겨졌을 가능성이 있는 미군과 CIA 요원들의 생사에 대한 정보를 얻기 위한 것이다. ISA 요원들은 라오스로 보내졌고, 적어도 두 명의 포로가 된 미군이나 비밀 공작원으로 추정되는 무장 진지를 라오스에 배치했다.
두 권의 책인 스콧 반산 ISA 공작원의 《BOHICA》와 모니카 젠슨-스티븐슨과 윌리엄 스티븐슨의 《Kiss the Boys Goodbye》는 모두 그랜드 이글 작전의 비밀 임무를 상세히 기술하고 있다.
1989년, 당시 USAISA 사령관 존 G. 래키는 USAISA의 용어를 "종료"하는 텔렉스와 그의 특별 접근 프로그램 그랜터 섀도우를 보냈다. 존 래키 대령은 1986년부터 1989년까지 부대장을 지냈다. 그러나, 이 유닛은 2년마다 바뀌는 일련의 다른 최고 비밀 코드명으로 계속되었다. 알려진 코드명으로는 캐퍼시티 기어, 센터라 스파이크, 찢어진 빅터, 콰이어트 이네이블, 세묘지 윈드, 그레이 폭스 등이 있다.

#### 그레이 폭스 (Gray Fox)
그레이 폭스는 아프가니스탄 전쟁 초기에 ISA가 사용했던 암호명이다. 그 구성원들은 합동 특수작전사령부와 중앙정보부와 긴밀히 협력하곤 했다.
2002년, 그레이 폭스는 델타 포스와 DEVGRU와 함께 아프가니스탄 산악지대에서 근무했다. 그레이 폭스는 적의 통신을 차단하고 특수 작전 부대가 있는 감시 초소로 이동했다. 그들의 노력으로 아나콘다 작전 동안 아프가니스탄 샤히콧 계곡의 타쿠르 가르 근처에서 싸우고 있던 100명 이상의 제10산악사단과 제101공수사단 병사들이 구조되었을지도 모른다.
이 부대는 2003년 미국 주도의 이라크 침공 이후 사담 후세인과 그의 가족을 찾는 데 앞장섰다. 그레이 폭스의 공작원들은 때때로 DEVGRU, 육군 델타 부대, 제160 특수작전항공연대를 포함한 합동 특수작전 태스크포스 20의 넓은 산하에 근무한다. 사담 후세인은 붉은 여명 작전 중에 결국 붙잡혔다. 마이클 K 대령의 지휘 아래. 나가타는 2005년부터 2008년까지 미국 특수부대와 함께 이라크와 아프가니스탄에서 작전을 수행했다.

### 합동특수작전사령부 예하
2003년, 정보 지원 활동은 육군 INSCOM에서 합동 특수작전사령부로 이관되었고, 거기서 임무 지원 활동으로 이름이 바뀌었다.
2005년 이후로 ISA는 항상 두 단어로 된 특수 접근 프로그램(SAP) 이름(그레이 폭스, 센트라 스파이크 등)으로 운영되지 않았다. 2009년, 이 부대는 INTREPID SPEAR로 불렸으며, 이는 펜타곤에 보낸 이메일에서 밝혀졌다.2010년 미국 육군 연구 및 분석 활동으로 명명되었다.
구 ISA의 요원들은 오사마 빈 라덴의 사망을 초래한 2011년 5월 2일 미국 특수작전군 임무 이전과 그 기간 동안 정보 수집과 분석 작업을 도왔다. DEVGRU의 요소들, ISA, CIA 특수활동부, DIA,NSA는 파키스탄의 아보타바드에서 연합하여 공습을 실시했고, 이는 결국 빈 라덴을 살해하고 여러 가족과 동료들을 죽음으로 몰고 갔다.

## 채용, 교육 및 조직
숀 네일러 (Sean Naylor)에 따르면, 대부분의 (확실히 전부는 아니지만) 활동 요원들은 그들의 자립심과 전문적인 기술 세트 때문에 미국 육군 특수부대 출신이다.후보자들은 다른 군부에서도 온다. 작전, 통신 및 SIGINT 분대에 배정된 대부분의 지원자들은 평가 및 선발 과정과 더불어 오랜 배경 조사 및 심리 테스트를 거친다. 일단 입학이 허가되면, 그들은 전문 훈련 코스에서 추가 훈련을 받는다. 모든 유닛과 마찬가지로, 이 인텔리전스 지원 활동에는 운영 부서뿐만 아니라 인텔리전스 분석, 의료, 물류와 같은 지원 부서도 포함된다.

### 첩보 활동 (HUMINT) 및 상징 (SIGINT)
지원자는 CQC, 저격수, 카운터스나이퍼, 소스 개발과 같은 전술에 대한 사전 교육을 받아야 한다. 다른 특수임무부대와 함께 현장에서 비밀 작전을 수행하는 SIGINT / HUMINT 운영자가 되려면 일반적으로 최소 여러 언어를 알아야 한다. (예: 페르시아어, 아랍어, 파슈토어 등)
훈련 과정에서는 침투 기술, 첨단 공중 작전, 전문 운전(공격 및 오프로드), 개인 방어 수단, 최첨단 통신, 심층 감시, 무역선, 무기 취급, 근접 전투, 신호 지능 등을 중점적으로 다룬다.

## 같이 보기
- 제13낙하산용기병연대

### 인용
1. 1 2  Naylor, Sean (2016년 10월 11일). 《Relentless Strike》. ISBN 978-1250105479.
2. ↑  “Joint Special Operations Command (JSOC)”. 《www.globalsecurity.org》. 2021년 2월 28일에 확인함.
3. ↑  Neville, Leigh (2008). 《Special operations, forces in Afghanistan》. Library Genesis. Oxford ; New York : Osprey Pub. ISBN 978-1-84603-310-0.
4. ↑  Gellman, Barton (2005년 1월 23일). “Secret Unit Expands Rumsfeld's Domain (washingtonpost.com)”. 《Washington Post》. 2021년 2월 28일에 확인함.
5. 1 2 3  Ambinder, Marc (2013년 3월 22일). “The most secret of secret units”. 《The Week》 (영어). 2021년 2월 28일에 확인함.
6. ↑  Naylor, Seán D. “Meet the Shadow Warrior Leading the Fight Against the Islamic State”. 《Foreign Policy》 (미국 영어). 2021년 2월 28일에 확인함.
7. ↑  Hand IV, George (2019년 12월 18일). “Task Force Orange: Supporting Delta Force”. 《SOFREP》 (영어). 2021년 2월 28일에 확인함.
8. ↑  Memorandum for Director, Defense Intelligence Agency
9. ↑  Clancy, Tom (2001). 《Special Forces》. New York: Berkley Books. ISBN 0-425-17268-6.
10. 1 2 3 4 5 6 7 8 9  Richelson, Jeffrey T. Truth Conquers All Chains
11. ↑  Brief History of Unit
12. ↑  USAISA 1986 Historical Report and 1987 Historical Report
13. ↑  “COLONEL JERRY M. KING” (PDF). 2017년 7월 17일에 원본 문서 (PDF)에서 보존된 문서. 2017년 7월 17일에 확인함.
14. ↑  “United States Army Intelligence Support Activity 1986 Historical Report” (PDF). 2020년 5월 19일에 원본 문서 (PDF)에서 보존된 문서. 2015년 5월 5일에 확인함.
15. ↑  “COLONEL JOHN G. LACKEY III” (PDF). 2016년 12월 27일에 원본 문서 (PDF)에서 보존된 문서. 2016년 12월 27일에 확인함.
16. 1 2 3 4 5  Marc Ambinder and DB Grady (2012) The Command: Inside the President's Secret Army
17. 1 2  Sean Naylor (2006). Not a Good Day to Die: The Untold Story of Operation Anaconda. New York: Berkley Books. ISBN 0-425-19609-7.
18. ↑  https://fas.org/irp/doddir/army/ar690-950-4.pdf [{{{설명}}}]
19. ↑  “United States Army Intelligence Support Activity 1987 Historical Report” (PDF). 2017년 8월 25일에 원본 문서 (PDF)에서 보존된 문서. 2017년 8월 25일에 확인함.

### 문헌
- Emerson, Steven (1988). 《Secret Warriors: Inside the Covert Military Operations of the Reagan Era》. New York: G.P. Putnam's Sons. ISBN 0-399-13360-7.
- Richelson, Jeffrey T. (1999). “Truth Conquers All Chains: The U.S. Army Intelligence Support Activity, 1981–1989”. 《International Journal of Intelligence and CounterIntelligence》 12 (2): 168–200. ISSN 0885-0607 – InformaWorld 경유.
- "The Pentagon's Spies: Documents Detail Histories of Once Secret Spy Units", electronic book by Jeffrey T. Richelson, 23 May 2001, on the National Security Archive website. The article collects duplicates of declassified documents about covert US military intelligence units, including the ISA:
  - Memorandum for Director, Defense Intelligence Agency, by Lt. Gen. Philip C. Gast, USAF, 10 December 1980
  - Memorandum to the Deputy Under Secretary for Policy, by Frank Carlucci, 26 May 1982
  - Charter of U.S. Army Intelligence Support Activity, circa mid-1983
  - After Action Report for Operation CANVAS SHIELD, by 902nd Military Intelligence Group, 30 July 1985
  - Brief History of Unit (ISA), circa mid-1986 (presumed)
  - United States Army Intelligence Support Activity 1986 Historical Report
  - United States Army Intelligence Support Activity 1987 Historical Report
  - Termination of USAISA and "GRANTOR SHADOW", by Commander, USAISA, 31 March 1989
- Bowden, Mark (2001). 《Killing Pablo: the hunt for the world's greatest outlaw》. New York: Atlantic Monthly Press. ISBN 0-87113-783-6.
- Smith, Michael (2006). 《Killer Elite: The Inside Story of America's Most Secret Special Operations Team》. New York: St Martin's Press. ISBN 1-25-000647-3. (several editions from 2006 to 2011 with additional material)